# La République (Gérôme)
La République est une peinture à l'huile sur toile réalisée en 1848 par le peintre français Jean-Léon Gérôme à la suite d'un concours pour lequel il avait été sélectionné. Le tableau est de style néo-grec.

## Contexte
Après le renversement de la Monarchie de Juillet en 1848, le gouvernement provisoire de la Deuxième République organise un concours pour une figure allégorique de la République. L’objectif de ce concours est de permettre à la République d’acquérir une représentation symbolique capable d’être diffusée dans toute la France et de mettre en application les idéaux d’égalitarisme dans les arts que l’esprit révolutionnaire de 1848 souhaite promouvoir.

## Le concours
Le but du concours est de sortir une figure peinte, sculptée mais aussi une médaille commémorative. Le programme est publié dans la presse et par des affiches le 28 mars 1948. Les concurrents ont un mois pour produire une esquisse de 65 cm de haut, non signée, mais devant être accompagnée d’une enveloppe fermée contenant une devise et un signe permettant de reconnaitre l’identité de l’artiste. 
Le jury est composé entre autres d’Ingres, Delaroche, Delacroix… 
Le jury sélectionne 20 esquisses sur les 58 proposées. La préférence du jury va à Hippolyte Flandrin. Quant à Gérôme, il arrive 6e en nombre de scrutins. 
La seconde partie du concours consiste à exécuter le tableau définitif.
L’annulation du concours est annoncée par le jury le 23 octobre 1848 sans qu’aucun gagnant ne soit désigné.

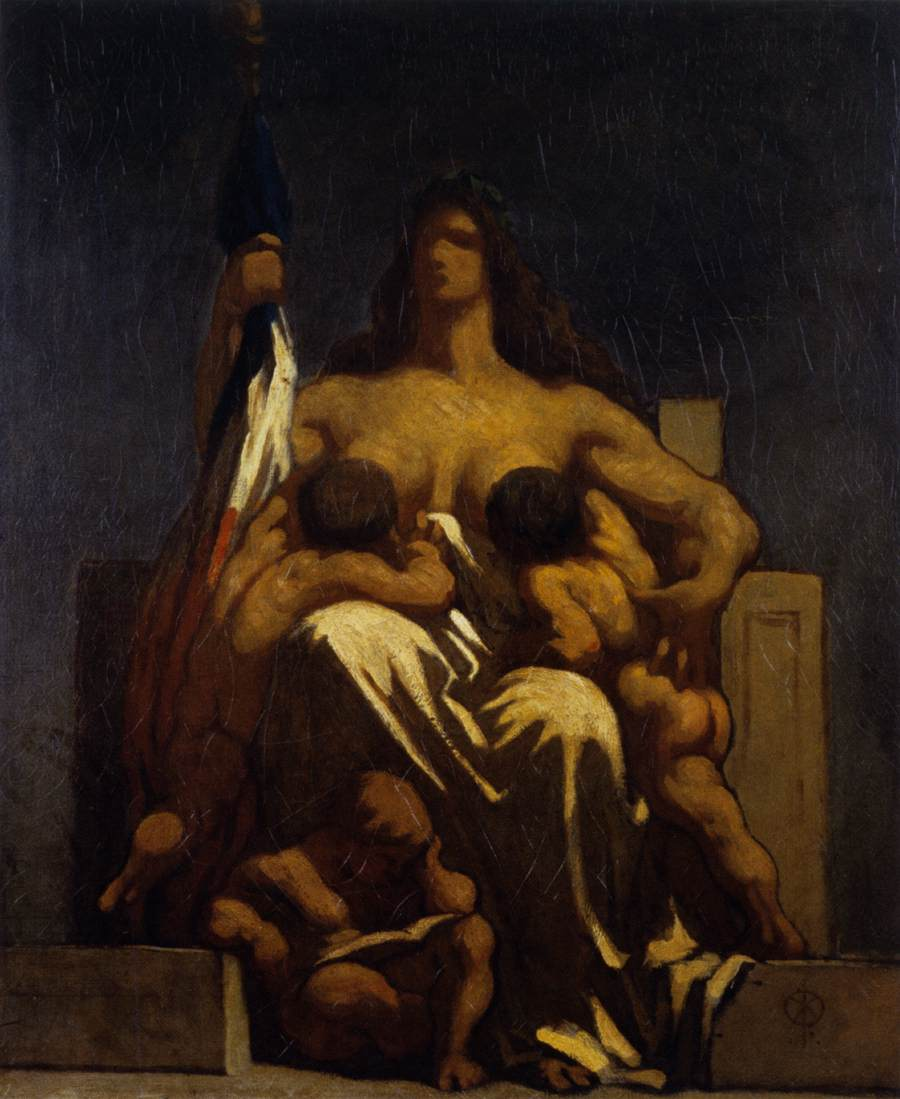
Projet de Daumier.
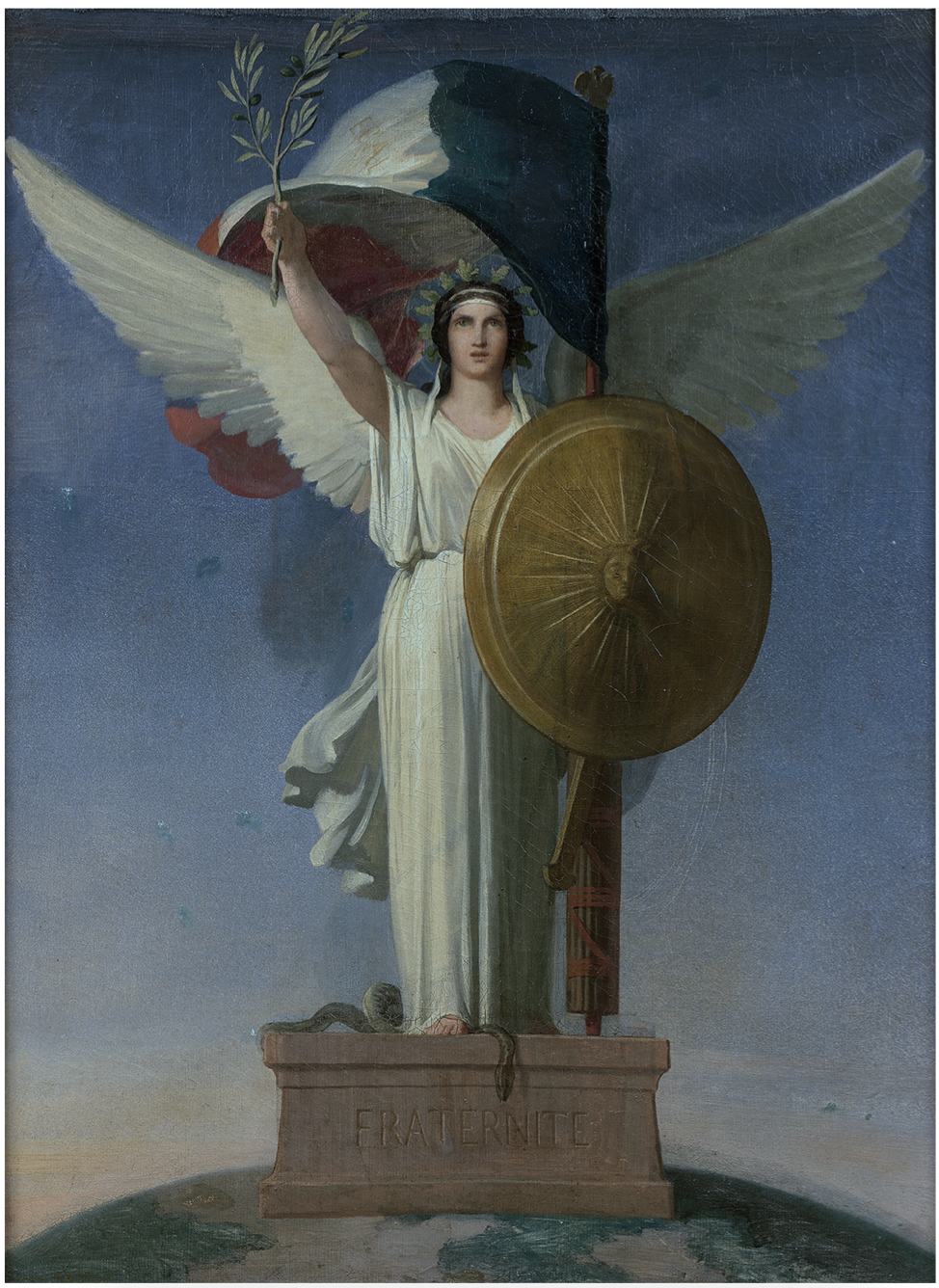
Projet de Flandrin.

## Description
La toile mesure 292 × 193 cm (322 × 223 cm encadrement compris dont le haut  est arrondi).

## Commentaires
Gérôme fait de notre allégorie de la république une déesse « (...) modérée, bien gouvernementale (...) elle est figée, quasi hiératique ; le corps droit et raide, vu de face… » Bras gauche tendu et brandissant une branche de lauriers, le bras droit, le long du corps, tient un glaive pointe vers le sol. Elle semblent nous regarder dans une posture à contrapposto. Sa robe blanche est ceinturée par une écharpe tricolore. Elle porte une couronne de chêne tenue par un ruban rouge qui retient ses cheveux ; Gérôme a pris le parti de ne pas utiliser le bonnet phrygien, signe de la Terreur de 1793. Une sorte de gorgerin en cuivre habille le haut de la robe. Elle est pied nue en haut d’un piédestal de 2 marches. Derrière elle, à ses pieds, se trouve un lion couché de profil. Pour Agulhon, elle représente la défense de la patrie.
En arrière-plan, en bas, se trouve sur une courte bande de mer, un ciel d’aurore est traversé par un arc en ciel tricolore qui semble prolonger la ceinture de notre allégorie, symbolisant l’apaisement républicain après les tumultes de la Révolution. Au dessus de sa tête, une petite étoile à cinq branche rayonne.

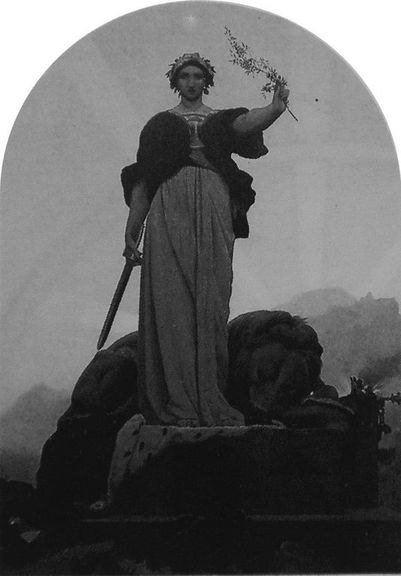
L'esquisse.
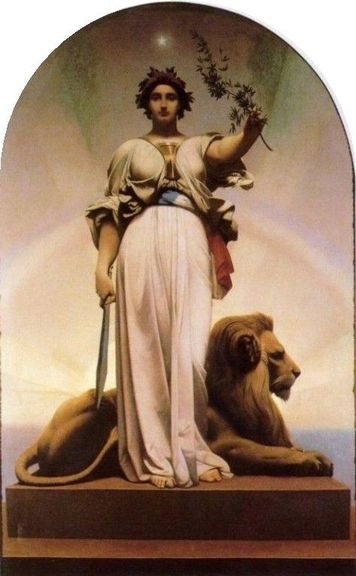
Version des Lilas.

## Destinations
En 1848, l'État achète La République pour la mairie de Montmartre. En 1922, elle est confiée à la mairie de la commune des Lilas qui l’expose dans l'escalier d'honneur. Elle bénéficie d’une restauration dans les années 1960. La toile est prêtée au musée d’Orsay pour l’exposition Gérôme en 2010.
L'esquisse est dans une collection privée et une seconde peinture fait partie de la collection du Petit Palais.